# کلاید د وینا
کلاید د وینا (انگلیسی: Clyde De Vinna; ۱۳ ژوئیهٔ ۱۸۹۰ – ۲۶ ژوئیهٔ ۱۹۵۳) یک مدیر فیلم‌برداری اهل ایالات متحده آمریکا بود.

## جوایز
وی برنده جوایزی همچون جایزه اسکار بهترین فیلمبرداری شده‌است.

## بخشی از فیلم‌شناسی
- سه تفنگدار (۱۹۱۶)
- تمدن (۱۹۱۶)
- بن هور (۱۹۲۵)
- کالیفرنیا (۱۹۲۷)
- وایومینگ (۱۹۲۸)
- هورن بازرگان (۱۹۳۱)
- سیاست (۱۹۳۱)
- تارزان مرد گوریلی (۱۹۳۲)
- مرغ بهشت (۱۹۳۲)
- اسکیمو (۱۹۳۳)
- تارزان و معشوقه‌اش (۱۹۳۴)
- زنده‌باد ویا! (۱۹۳۴)
- جزیره گنج (۱۹۳۴)
- دریاهای چین (۱۹۳۵)
- باج‌گیری (۱۹۳۹)
- وایومینگ (۱۹۴۰)